# 米哈伊尔·阿卜杜拉耶夫
米哈伊尔·侯赛因·奥格卢·阿卜杜拉耶夫（Mikayıl Hüseyn oğlu Abdullayev，1921年12月9日—2002年8月22日）是一位阿塞拜疆画家，自1963年起是苏联人民画家，他创作了以《印度之旅》为题的系列画作。
阿卜杜拉耶夫1949年毕业于阿齐姆扎德阿塞拜疆人绘画学校，1949年毕业于苏里科夫莫斯科国立绘画学会。1956年起游历了阿富汗。匈牙利。波兰、意大利及其他国家，他将孟加拉女孩、拉贾斯坦妇女、阿富汗老人都绘入自己的作品，并为日格蒙德·基什福卢迪·施特罗布尔、雷纳托·古图索、贾科莫·贾科莫画了肖像。他还为巴库地铁尼扎米站设计了大门。